# Sala Kirschner
Sala Kirschner (ur. 5 marca 1924 w Sosnowcu, zm. 7 marca 2018 w Nowym Jorku) – Amerykanka pochodzenia żydowskiego, urodzona w Polsce, ocalała z Holokaustu.
Jej korespondencja z przyjaciółmi i krewnymi podczas Holokaustu stała się podstawą wystawy w Nowojorskiej Bibliotece Publicznej (New York Public Library, 2006), a później znalazła się w książce Ann Kirschner Sala's Gift: My Mother's Holocaust Story (2006), która została przetłumaczona na siedem języków. W 2013 Arlene Hutton napisała sztukę teatralną Listy do Sali.

## Życiorys
Sala Gancarz urodziła się w Sosnowcu. Była najmłodszym z jedenaściorga dzieci nauczyciela hebrajskiego. Kiedy jej siostra Raizel otrzymała wezwanie do stawienia się na stacji kolejowej w celu wyjazdu do obozu, Sala zgłosiła się na jej miejsce i mając 16 lat w 1940 trafiła do obozu pracy przymusowej Organizacji Schmelta. Przez pięć lat wojny była więźniarką siedmiu obozów (m.in. Schatzlar). Najpierw została wysłana do obozu w Geppersdorfie, filii KL Gross Rosen, z którego mężczyźni budowali odcinek autostrady, a kobiety obierały ziemniaki i wszywały swastyki w niemieckie mundury. W pierwszych latach pobytu w obozach Kirschner mogła wysyłać i odbierać pocztę, a przez kilka miesięcy otrzymywała nawet niewielkie wynagrodzenie. Po wojnie podczas nabożeństwa w święto Rosz ha-Szana została dostrzeżona na babińcu przez swojego przyszłego męża. Małżeństwo wyjechało do USA, gdzie zamieszkało w Monsey (Nowy Jork) i wychowało trójkę dzieci. Kirschner zmarła 7 marca 2018 w wieku 94 lat na Manhattanie w domu swojej córki Ann. Przyczyną śmierci była zastoinowa niewydolność serca.

## Listy
Sala Kirschner w hitlerowskich obozach pracy ukrywała listy we wnękach baraków lub zakopywała w ziemi, ryzykując karą w przypadku ich odkrycia. Trzymała się ich, ponieważ stanowiły jedyne ogniwo łączące ją z rodziną, której – jak sądziła – mogła nigdy więcej nie zobaczyć. Gdy czułam się samotna, wyjmowałam listy i czytałam je w kółko. To był mój sposób odczuwania ich bliskości – powiedziała dziennikarzowi „The New York Timesa” (2005). Obawiając się, że umrze podczas operacji kardiochirurgicznej, w 1991 wręczyła swojej córce Ann poobijany, czerwony karton po starej grze dla dzieci. Wewnątrz kartonu znajdowała się niezwykła kolekcja, zawierająca 350 listów, pocztówek i zdjęć od rodziny i przyjaciół, które ukrywała przed oczami nazistowskich strażników. Pożółkłe, postrzępione litery – w języku jidysz, polskim i niemieckim, niektóre ze znaczkami z Hitlerem i atramentowymi literami „Z”, wskazującymi, że zostały ocenzurowane. Zawierały opis życia Żydów przed i podczas II wojny światowej w Sosnowcu, którego ludność żydowska była zamknięta w getcie, zanim 35 000 z nich zostało deportowanych do KL Auschwitz. Według Davida S. Ferriero, amerykańskiego archiwisty, listy są wyjątkowe ze względu na samą ich liczbę i to, co ujawniają na temat życia w hitlerowskich obozach pracy. Listy i pamiętnik zostały wystawione w Bibliotece Publicznej w Nowym Jorku w 2006. Stały się tematem książki jej córki Ann Kirschner pt. Sala’s Gift: My Mother’s Holocaust Story (2006). Ann jest profesorką na Uniwersytecie w Nowym Jorku. Książka została przetłumaczona na siedem języków. Listy stały się podstawą sztuki Arlene Hutton Listy do Sali, wystawianej w szkołach i regionalnych teatrach.

## Wystawa
Wystawa „Listy do Sali: Życie młodej kobiety w nazistowskich obozach pracy” została pierwotnie przygotowana przez Nowojorską Bibliotekę Publiczną. Polską wersję opracowało Żydowskie Muzeum Galicja w Krakowie. Wystawa była eksponowana w maju 2023 w Miejskiej Bibliotece Publicznej im. Cypriana Kamila Norwida w Świdnicy, następnie ruszyła w objazd po Dolnym Śląsku, gdzie pokazywana będzie do 2025. Koordynatorem akcji jest Świdnicki Portal Historyczny.

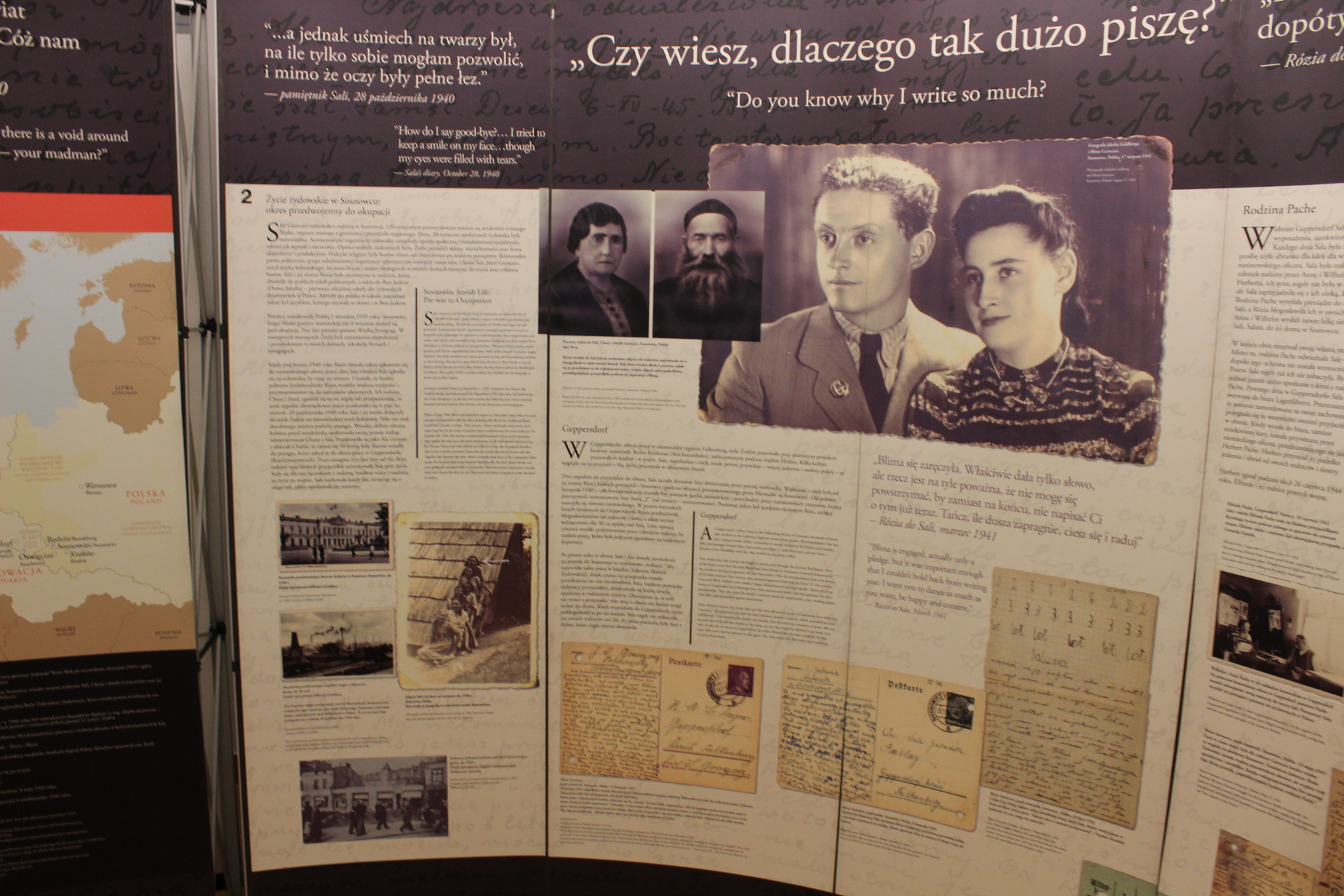
Wystawa „Listy do Sali” w Nowej Rudzie
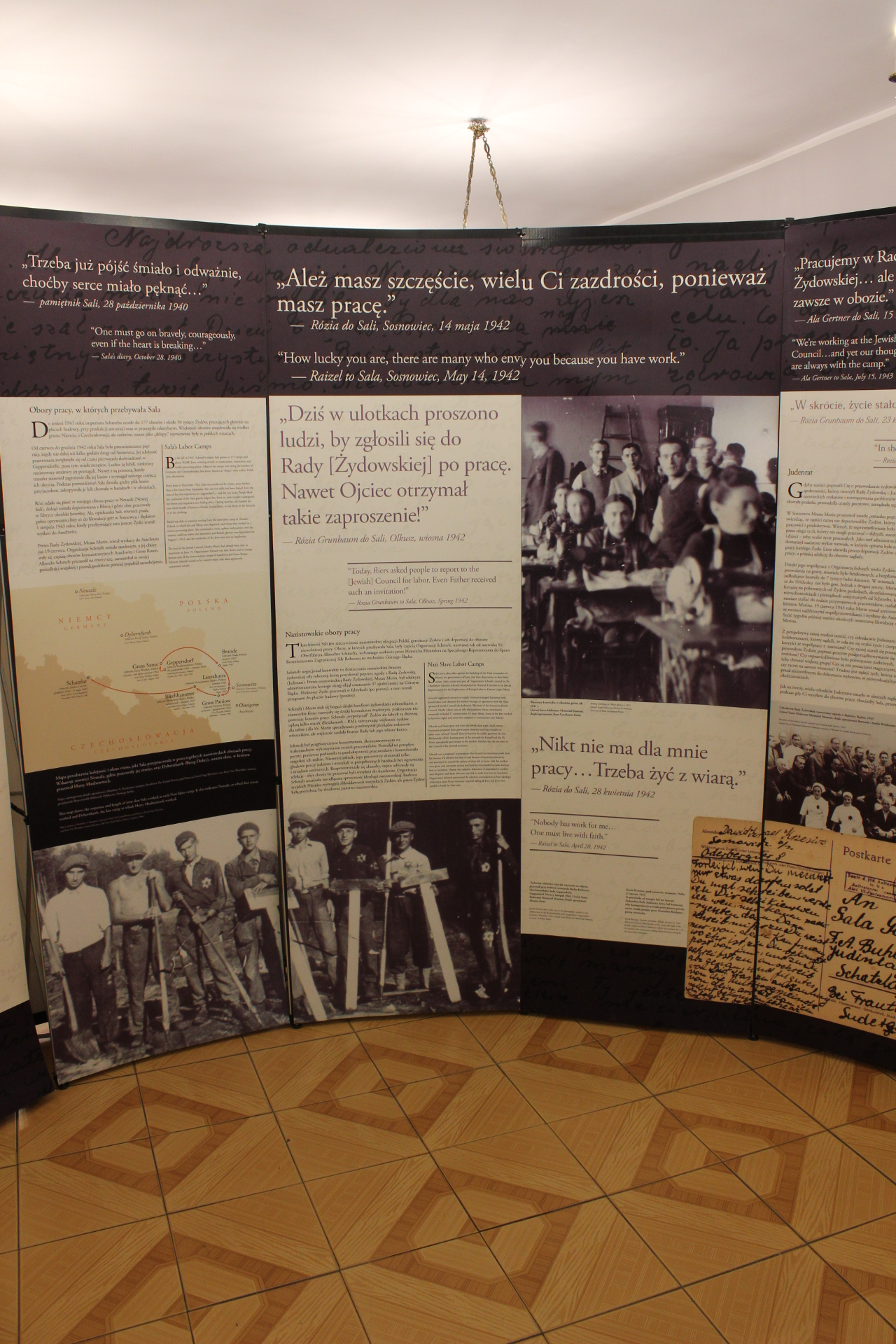
Wystawa „Listy do Sali”
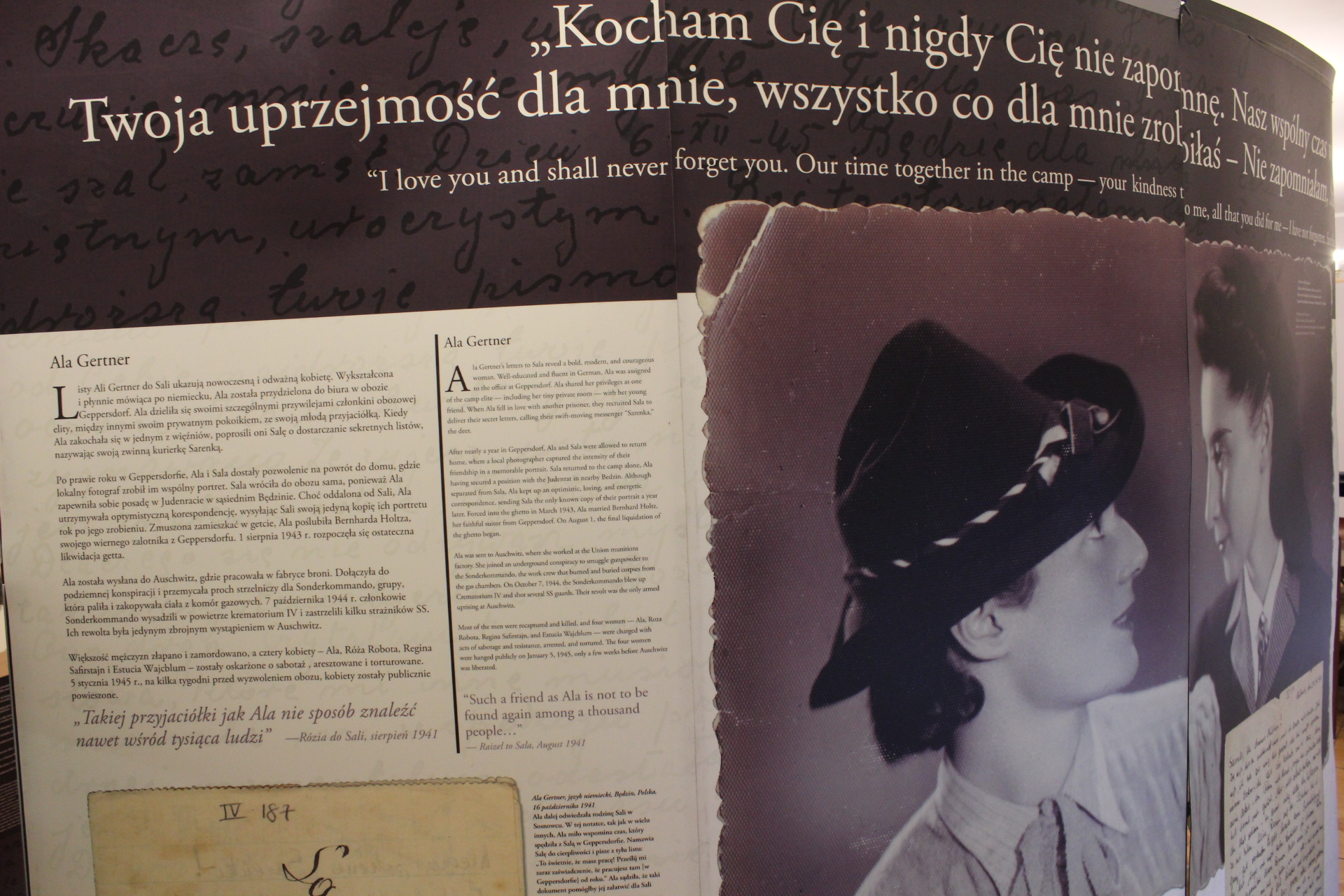
Wystawa „Listy do Sali”